# Український громадський комітет рятунку України
Український громадський комітет рятунку України — громадська ініціатива українських громад та товариств у Західній Україні, як реакція на Голодомор у Радянській Україні. Ініціатива, яка дала суттєвий поштовх для розкриття та висвітлення теми Голодомору в світовій пресі та українській культурі.
Утворена 25 липня 1933 року у Львові завдяки сприянню Української Парляментарної Репрезентації. Тієї ж днини, комітетом було виголошено відозву, яку підписали представники всіх українських організацій міста Львова, і до якої, надалі, долучалися й інші товариства та громади зі всіх куточків Західної України та з-поза її меж. Ця публікація стала першим і масовим оприлюдненим зверненням щодо Голодомору в Україні:
|  | БИЙМО У ВЕЛИКИЙ ДЗВІН НА ТРІВОГУ ! «Велика Україна, Твій материк, цей найбагатший край в Європі, корчиться нині в голодових муках і болях...» |

## Зачатки
Перші відголоски-сповіщення про голодні часи на Великій Україні доходили до галичан уже наприкінці 1932 року. Так першим про голод в Україні повідомляв професор Кость Мацієвич у зверненні 14 грудня 1932 року, яке він переслав Митрополиту Української Греко-Католицької Церкви (УГКЦ) Андрею Шептицькому, будучи головою Закордонного бюро (у Празі) Української радикально-демократичної він отримував численні звістки з рідних українських країв.
|  | ...На Україну знову насувається голод, іде в небувалому, в нечуваному досі розмірі та гостроті. У такий момент ми звертаємося до Вас, Високопреосвященний Владико, з проханням піднести Свій високий Архипастирський голос на захист Українського народу... Вас, Високопреосвященний Владико, всі послухають: і високі достойники Церкви, і світова преса, й міжнародні благочинні установи, які зможуть завчасно вирядити на Україну безсторонні анкетні комісії, досвідчитися на власні очі, що там діється, і може своєчасними заходами врятувати життя не одній тисячі людей... |

Відтак, Митрополит відповів листом, у якому висловив стурбованість і підтримку в рятуванні голодуючих українців з порадами у здійсненні необхідних заходів. Одним з ключових він назвав створення оргкомітету, в який би стікалася інформація звідусіль про події у Великій Україні та масштаби голоду на її теренах. У зв'язку з показною аполітичністю греко-католицької церкви (яка була під жорстким наглядом польської влади), Митрополія не мала змоги відверто виказувати свої дії, відтак Андрей Шептицький спрямував погляди своїх вірян в сторону братів-українців та їх важкого становища та дав своє благословення:
|  | ...У міру спромоги, коли хто інший зачне акцію, помагати очевидно буду. Дай Боже, щоби порушена Вами акція щасливо зачалася й удалась. |

З того часу в багатьох церковних громадах Галичини заговорили про підтримку своїх братів українців, з-за Збручу. Згодом уже кілька політичних груп почали все частіше й частіше загострювати на цьому явищі увагу гомадськості. А через свої друковані видання вони вже вголос заявляли про проблему створену більшовицькими сатрапами в Україні. Так, 2 лютого 1933 року, першим про голод заговорив часопис Української католицької народної партії — «Нова зоря» у статті «Голод і гонення на Україні». Численні відгуки галицької громади (інтелігенції, селян, робітників) відображалися у листах зверненнях, відозвах та стихійних зборах громад в різних містах, містечках і селах Галичини. Українські часописи рясніли численними звістками про голод в Україні, і все це збурювало галичанську громаду до рішучіших дій.

## Утворення комітету рятунку України

### Відозва
|  | Биймо у великий дзвін на тривогу! Український Народе! Велика Україна, Твій материк, цей найбагатший край в Європі, корчиться нині в голодових муках і болях і терпить невиносний національний гніт. Російські комуністи-більшовики, що вогнем і мечем знищили Українську Державу над Дніпром, що баґнетами насадили свою диктатуру на нашій землі, розпинають тепер український нарід. Вони нищать найкращих його синів розстрілами, мучать тюрмами й засланнями і масово виголоджують усе населення на Україні. Це не поголоски й не сплітки, це найчистіша правда! Про цю страшну правду говорить нині голосно світ, про цю болючу правду кажуть наші тамошні брати у численних листах до свояків і знайомих, про цю жахливу правду оповідають і численні втікачі з більшовицької неволі. Зате цю траґічну правду закривають комуністи. З усіх листів наших нещасних братів і з усіх оповідань утікачів чуємо розпучливий крик: «Рятуйте, бо загибаємо від насильства й голоду!» Український Народе! Де б Ти не жив поза межами Великої України, чи в Галичині, чи за океаном в Америці, чи на Волині й Холмщині, чи в далекій Австралії, чи на Буковині й Бессарабії, чи в Китаю, чи на Закарпатті й на еміґрації, в Європі чи в гарячій Африці — ніде Ти не можеш спокійно приглядатися величезному горю та мукам Твоїх неволених та голоджених братів. Ти мусиш сказати своє тверде слово гнобителям і світові цілому про їхню недолю. Ти мусиш зробити все, щоби рятувати загрожене існування 35-ти мільйонів братів, — щоби рятувати і тим самим себе, своє національне життя перед загладою. Бо ж комуністичні московські диктатори завзялися вже на само життя українського народу, що найшовся під їх владою. Вони знищили всі багацтва української землі, вони зруйнували українське народне господарство, вони через насильну колєктивізацію геть завалили хліборобство й довели українське населення до голоду. На українських широких, урожайних ланах ростуть тепер переважно бур’яни, а український хлібороб у голодових муках докотився декуди до людоїдства. На українській землі, де недавно хвилювали непроглядні пшеничні лани своїм буйним колоссям, запанувало наслідком комуністичної господарки людоїдство. Це ж найстрашніше явище під сонцем. Щоби в хліборобській країні брат поїдав з голоду брата — цього світ не чував і земля наша досі не знала. Одначе, й людоїдство не спинило російських комуністів від того, щоби тепер, при зборі цьогорічних невеликих урожаїв, не наложити своєї руки на весь український збір. Комуністи рішили вивезти з України все збіже на північ, у московські промислові осередки, а українське населення тим самим віддати масово на поталу голодовій смерти. За спротив населення проти такого обдирання краю та проти голодження комуністи нищать його немилосердно розстрілами, а всю вину за неврожай складаю на українську національну свідомість і тому гноблять український нарід політично гірше московських царів. Вони касують усі рештки політичної автономії Радянської України, нищать усі українські культурні надбання та викорінюють українізацію. На виснаженому голодом народному орґанізмі виконують при допомозі терору ще й нечуваний і невиданий в історії ніякого народу політичний гніт. Український Народе! Урвалася міра Твого терпіння. Мовчати далі не можна! Скрізь, де б’ється українське серце, треба не тільки протестувати проти всіх комуністичних насильств, але й заворушити сумлінням цілого людства, поставити на ноги весь світ, щоби він звернув увагу на Твоє положення й прийшов Тобі з допомогою. Українська Парламентарна Репрезентація і всі центральні українські установи заснували у Львові Український Громадський Комітет рятунку України. Подібні Українські Комітети треба творити по всьому світі, треба їх працю узгіднювати та спільними зусиллями змагати до облекшення долі наших неволених братів на Великій Україні. Український Народе! Де б Ти не жив, чи на власній землі, чи на еміґрації, чи в Європі, чи за океанами, ставай одностайно в суцільні лави боротьби з насильством. Мобілізуй опінію світа проти всіх комуністичних страхіть на Великій Україні. Допомагай своїм братам на Великій Україні, чим можеш і як можеш. Львівський Громадський Комітет поведе масову рятункову акцію в краю та за кордоном і в найкоротшому часі оголосить подрібний її план. У своїй праці Комітет рахує на загальну, масову підтримку. Повний віри в успіх початого діла, Комітет кличе до дружньої співпраці всіх українців, що щиро хочуть з’єднатися в болю зі своїми гнобленими наддніпрянськими братами. А Ви, нещасні, опухлі з голоду Брати з-над Дніпра, Кубані та Дону, прийміть від нас вислови подиву для Вашої мужньої постави в нещастю, прийміть вислови найглибшого співчуття у великому горі й будьте певні, що скорше чи пізніше прийде кінець Вашим мукам, а з-поза комуністичних хмар і темряви, що повисли над Україною, засяє сонце Волі. Львів, дня 25 липня 1933 року. |

### Підписанти відозви
Після першого ж зібрання й оприлюднення відозви, до неї приєдналися (ставили підписи) майже всі українські громади-товариства Львова. Відтак, відозва була оприлюднена (видрукована) 14 серпня 1933 року в часописі «Діло» у Львові, і під нею було проставлено 35 підписів:
- За Українську Парляментарну Репрезентацію → Дмитро Левицький, Дмитро Великанович.
- За Товариство «Просвіта» у Львові → Василь Мудрий, Семен Маґаляс.
- За Наукове Товариство імені Шевченка у Львові → Володимир Левицький.
- За Українське Педагогічне Товариство «Рідна Школа» у Львові → о. Олекса Базюк, Мирон Коновалець.
- За Український католицький Союз у Львові → Володимир Кузьмович, А. Трач.
- За Союз українок у Львові → Мілена Рудницька.
- За Товариство українських письменників і журналістів у Львові → Кедрин Іван.
- За Ревізійний Союз Українських Кооператив у Львові → Павликовський Юліан, Р. Левицький.
- За Краєве Господарське Товариство «Сільський господар» у Львові → Юліан Павликовський, М. Холєвчук.
- За «Народну Торгівлю», Краєвий Союз Споживчий у Львові → Ю. Павликовський, Д-р Бариляк.
- За Крайовий молочарський союз «Маслосоюз» у Львові → Андрій Мудрик, Андрій Палій.
- За Центральний Кооперативний Банк у Львові → Д-р Кость Левицький, М. Кисілевський.
- За «Дністер», Товариство взаїмних обезпечень у Львові → інж. Ю. Мудрак, Д-р Л. Макарушка.
- За «Центросоюз», Союз Кооперативних Союзів у Львові → Інж. М. Творидло, Радловський.
- За Земельний Банк Гіпотечний у Львові → В. Сінґалевич, Волошиновський.
- За «Карпатію», Т-во Взаїмних Обезпечень на життя і ренти → д-р І. Ґижа і О. Тарнавський.
- За Народну Орґанізацію Українців м. Львова → Аґатон Добрянський.
- За «Молоду Громаду» у Львові → Радловський, М. Бонковський.
- За Товариство «Взаїмна Поміч українського учительства у Львові» → Зелений, Д. Петрів.
- За Тов. учит. вищ. шкіл «Учительська Громада» у Львові → Сиротюк.
- За Союз Українських Адвокатів у Львові → Д-р Кость Левицький.
- За Українське Лікарське Товариство у Львові → Д-р Максимонько.
- За Союз Укр. Приватних Службовиків «СУПРУГА» у Львові → Камінський, Гладкий.
- За Українське Товариство Допомоги Інвалідам у Львові → Д-р І. Ґижа, Волошиновський.
- За Товариство Охорони Воєнних Могил у Львові → Карпінський, Д-р Лициняк.
- За Тов. «Сокіл-Батько» у Львові → В. Мигаль, інж. Свірський.
- За Головну Старшину Укр. Рух.-Спорт. Т-ва «Великий Луг» у Львові → М. Козланюк, І. Мамчак.
- За «Міщанське Брацтво» у Львові → М. Стефанівський, М. Кривецький.
- За Т-во «Зоря» у Львові → М. Кліщ.
- За Укр. Т-во «Сила» у Львові → І. Табора, С. Валько.
- За Т-во «Воля» у Львові → Козіцький Іван, Сивуляк Михайло.
- За «Українське Народне Мистецтво» у Львові → Ірена Макух-Павликовська.
- За Укр. Т-во Допомоги Еміґрантам з України у Львові → А. Петренко, Ф. Дудко.
- За Відділ Укр. Центр. Комітету в РПП у Львові → О. Кузьминський.
- За Відділ Союзу Українок-Емігранток в РПП у Львові → Ал. Тарановичева, Л. Доненкова.

## Діяльність комітету рятунку України
Оскільки політичні кола західноукраїнського суспільства поставили собі за мету проінформувати про Голодомор політикум Західної Європи та організувати допомогу світової спільноти населенню УРСР. То першочерговими їх заходами стали саме такі кроки, які би привернули увагу світової спільноти до того, що діялося на Великій Україні, а Громадський Комітет Рятунку Українистав координатором і рушієм усіх цих дій.
Відтак, відповідними були й заходи Комітету:
- звернення до закордонних інституцій, як українських так і міжнародних;
- збирання пожертв для братів українців, східніше Збруча;
- проведення поминальних днів-акцій;
- оприлюднення фактів голодомору в засобах інформації;
- гуртування населення Галичини з метою солідаризації з пригнобленими братами українцями;

### Міжнародний формат розгляду питання Голодомору
Комітетові (особливо його очільникам Мудрому, Рудницькій та Пеленському, коли ті перебували закордоном) допомагав уряд Української Народної Республіки в екзилі, зокрема, Олександр Шульгин представляв докази Голодомору в Парижі на конференції міжнародної організації комбатантів, потім у Люксембурзі в серпні 1933 року. Перші успішні конференції та їх відголосок надихнули Комітет до ще гучнішого кроку. В Комітеті рятунку України покладали великі надії на розгляд питання Голодомору в Лізі Націй (міжнародній організації, створеній після Першої світової війни для розв'язання міжнародних конфліктів).
Свою роботу Комітет проводив у двох напрямках: офіційним зверненням передували зустрічі та розмови у кулуарах. Цікавим є той факт, що контакти європейських політиків, контрі симпатизували українським справам, Комітетові надавав Євген Коновалець — керівник нелегальної революційної Організації українських націоналістів, опонента УНДО. Коновалець у той час мешкав Женеві, де була штаб-квартира Ліги Націй, і особисто знав деяких дипломатичних представників європейських держав. Членом Комітету та постійним відвідувачем його планових зборів також став Дмитро Андрієвський — політичний референт Проводу українських націоналістів. За посередництвом члена ОУН Євгена Онацького (представник ОУН в Італії), Мілені Рудницькій вдалося приватно зустрітися із Беніто Муссоліні.
В кулуарах і вирішилася доля українського питання. Після зустрічі у вересні із Президентом Ліги Націй — Прем'єр-міністром та міністром закордонних справ Норвегії доктором Йоганом Людвігом Мовінкелєм, українську справу передали на розгляд Конгресу Європейських Націй (орган Ліги Націй, що формував її порядок денний) у Берні.

## Діячі
Оскільки ініціативу, щодо утворення Комітету рятунку України висунули: митрополит Андрей Шептицький та представники Української Парляментарної Репрезентація, в особі послів (депутатів) Сейму Дмитра Левицького та Дмитра Великановича. Вони ж першими підписалися під відозвою і вважаються зачинателями комітету.
Пізніше, на чергових зборах було визначено структуру та діяльність Комітету рятунку України, до чільні позиції якого займали:
- Дмитро Левицький — зачинатель і голова Комітету;
- Василь Мудрий — очільник і, практично, організатор більшості заходів (голова Ділового комітету при УНДО);
- Мілена Рудницька — один з очільників (заступник голови комітету) і, за сумісництвом, виконувала функції посла, з метою ознайомлення з ситуацією в Україні опредставників різних країн світу та керівників неурядових установ;
- Зеновій Пеленський — один з очільників (секретар комітету), керівник проектів та посол до міжнародних громадських інституцій.;
- Володимир Дорошенко — один з очільників (заступник голови комітету);
- Іван Мартюк — радник і представник комітету;
- Р. Мармаш — радник і представник комітету;
- А. Вітошинський — радник і представник комітету в Лондоні;
- Л. Чикаленко (з Варшави) — радник і представник у Варшаві;
- О. Лотоцький — радник і представник комітету в Парижі.